# ضفدع عملاق مقلم
الضفدع العملاق المُقلَّم (الاسم العلمي Mixophyes fasciolatus)، حيوان قازب من فصيلة الضفادع الأرضية الأسترالية. يبلغ حجمه 8 سم. موطنه أستراليا، وهو ضفدع أرضي يقطن الغابات المطيرة.